# 포뮬러 4
FIA 포뮬러 4 또는 FIA F4는 주니어 드라이버를 위한 오픈 휠 레이싱 카 카테고리이다. 글로벌 챔피언십은 없지만, 개별 국가나 지역이 보편적인 규칙과 사양에 따라 자체 챔피언십을 개최할 수 있다.
이 카테고리는 2013년 3월 세계자동차스포츠위원회(FIA)의 승인을 받아 모터스포츠 분야의 국제 제재 및 행정 기관인 국제자동차연맹(FIA)에 의해 창설되었으며, 이는 카트링과 포뮬러 3 사이의 격차를 해소하기 위한 것이다. 이 시리즈는 FIA 글로벌 경로의 일부이다. 전 포뮬러 원 드라이버 게르하르트 버거는 비용 상승으로 인해 국가 포뮬러 3 챔피언십에 대한 관심이 감소하고 포뮬러 르노, GP2, GP3 시리즈 등 여러 국가 포뮬러 3 챔피언십이 중단된 상황에서 포뮬러 3 챔피언십에 대한 관심이 감소함에 따라 FIA 단일 시터 위원회 위원장으로 임명되었다. 비싼 카테고리 대신 포뮬러 4라는 이름으로 운영되는 여러 별도의 카테고리가 만들어졌다. 예를 들어, 영국에 기반을 둔 이전 BRDC 포뮬러 4와 같은 차량들 사이에는 공통점이 없었다.
처음에 이러한 포뮬러 4 챔피언십은 규정이 여러 섀시 및 엔진 제조업체에 개방되기 전인 2014년에 단일 제조 카테고리로 시작되었다. 각 챔피언십은 단일 제조 엔진을 사용하며, 규정에 따라 1,600cc(1.6L) 용량을 요구하고 최대 출력을 160bhp(119.3kW)로 제한한다. 이는 포뮬러 포드보다 높고 포뮬러 르노보다 낮다. 엔진은 어느 누구도 다른 챔피언십보다 빠르지 않도록 균등화되어 있으며, 장기적으로는 경쟁을 위해 연간 10만 유로 이하로 비용을 낮추는 것을 목표로 하고 있다.
실제로 경쟁자들의 비용은 이 목표를 상당히 초과한다. 2022년 프랑스 포뮬러 4 시리즈(모든 장비 포함)에 참가하는 데 드는 비용은 세금을 제외하고 118,000유로였다. 다른 F4 챔피언십의 비용은 상당히 높을 수 있으며, 현재는 사라진 독일 F4 시리즈 챔피언십에서 현실적인 시도로 인한 비용은 35만 유로를 초과할 것으로 추정된다.

## 동종 섀시 제조업체
FIA 포뮬러 4에 가입하려면 섀시가 기술 및 상업 규정과 관련된 FIA 호몰로제이션 요건을 충족해야 한다. 네 개의 섀시 제조업체가 FIA의 승인을 받았다: Tatuus, Mygale, Dome 및 Ligier.

### 1세대 섀시

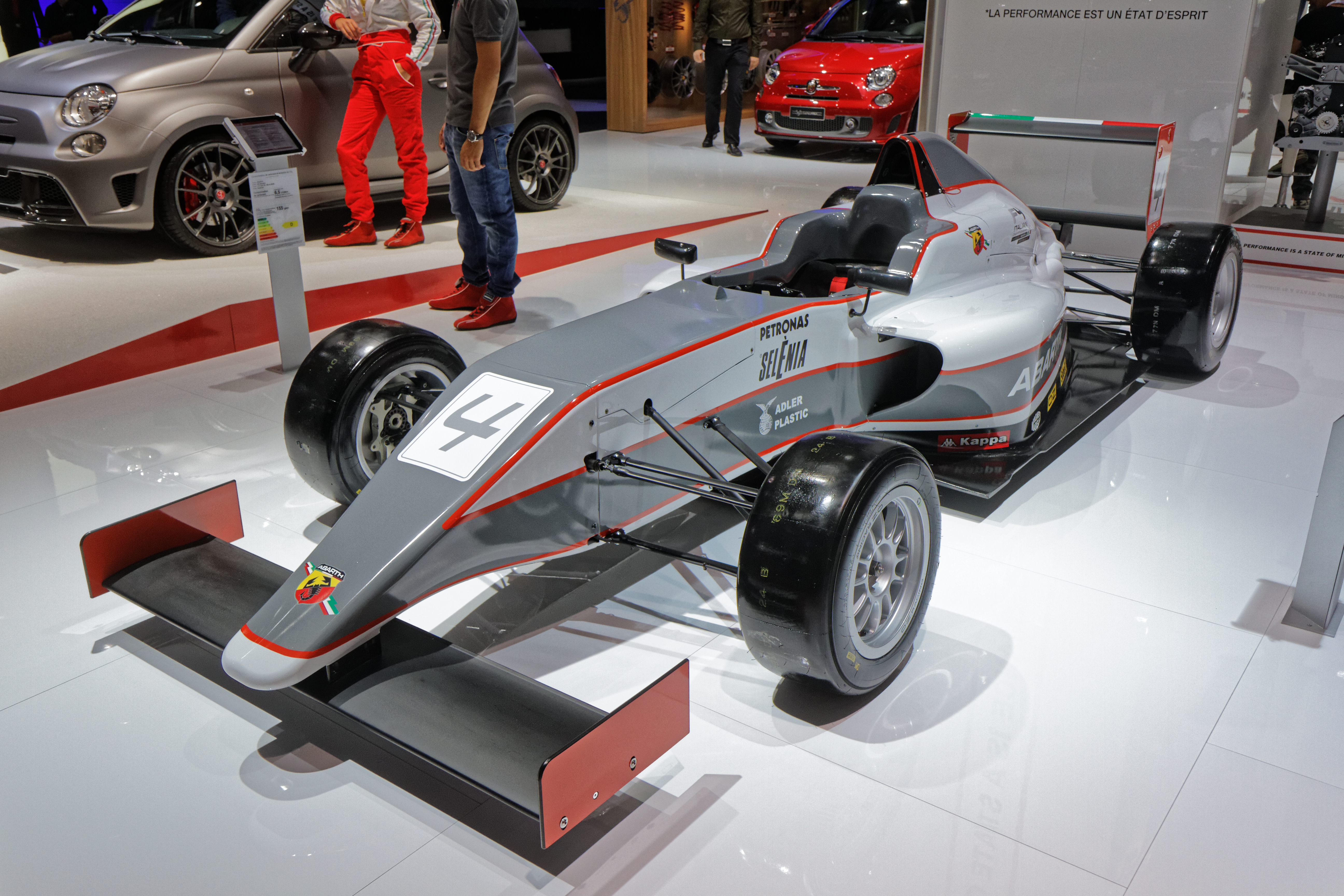
Tatuus F4-T014 (2014–2021)
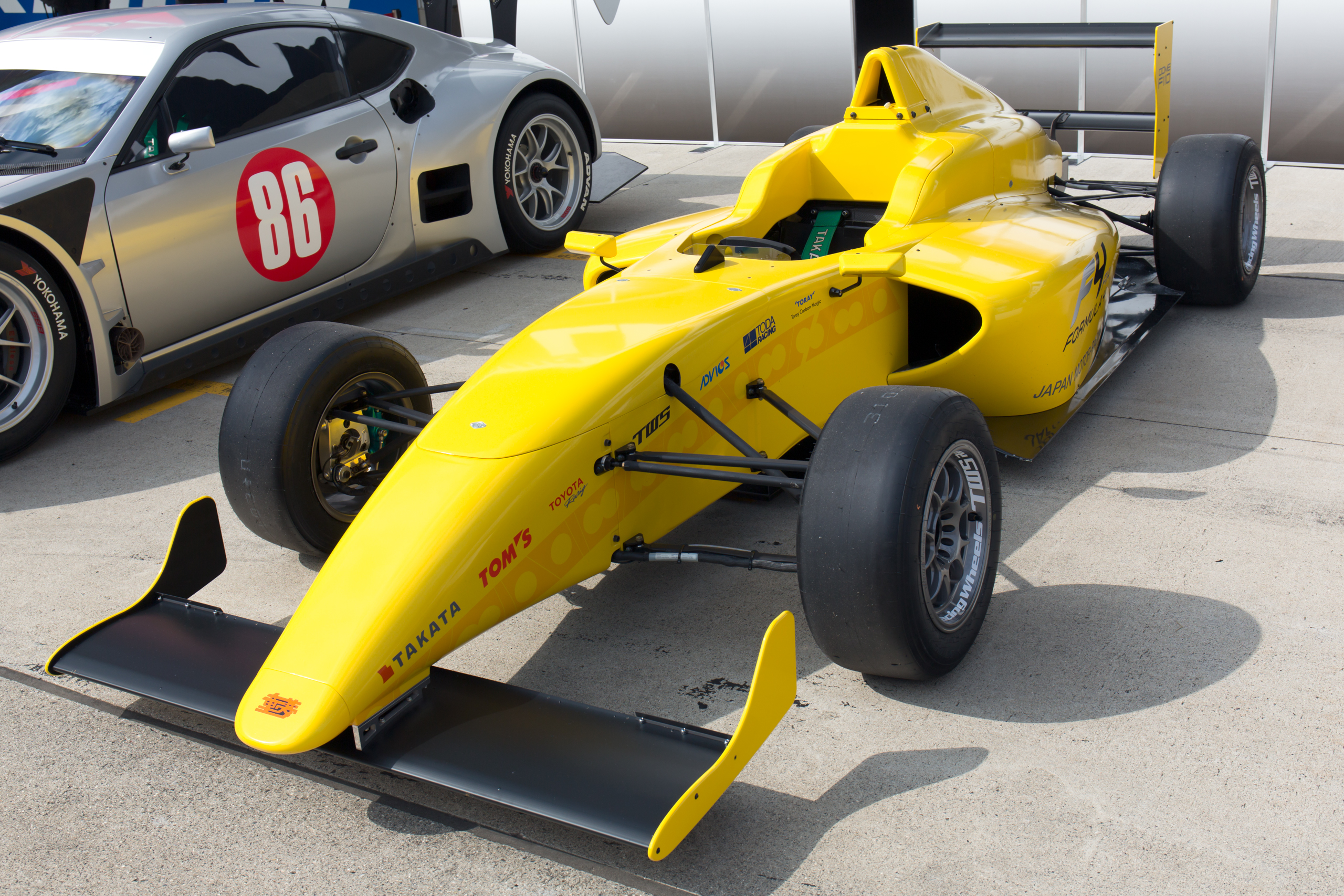
Dome F110 (2015–2023)
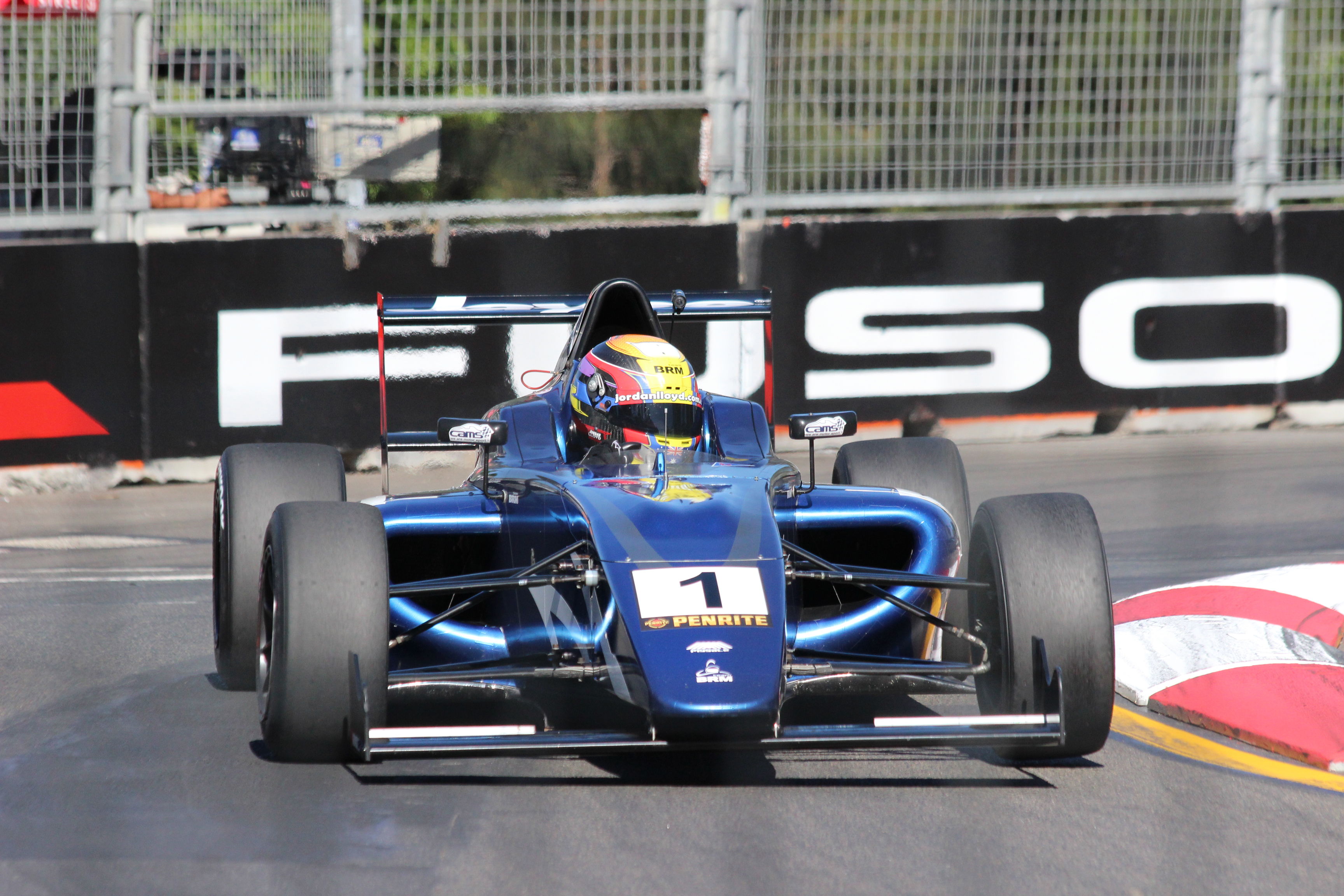
Mygale M14-F4 (2015–2023)
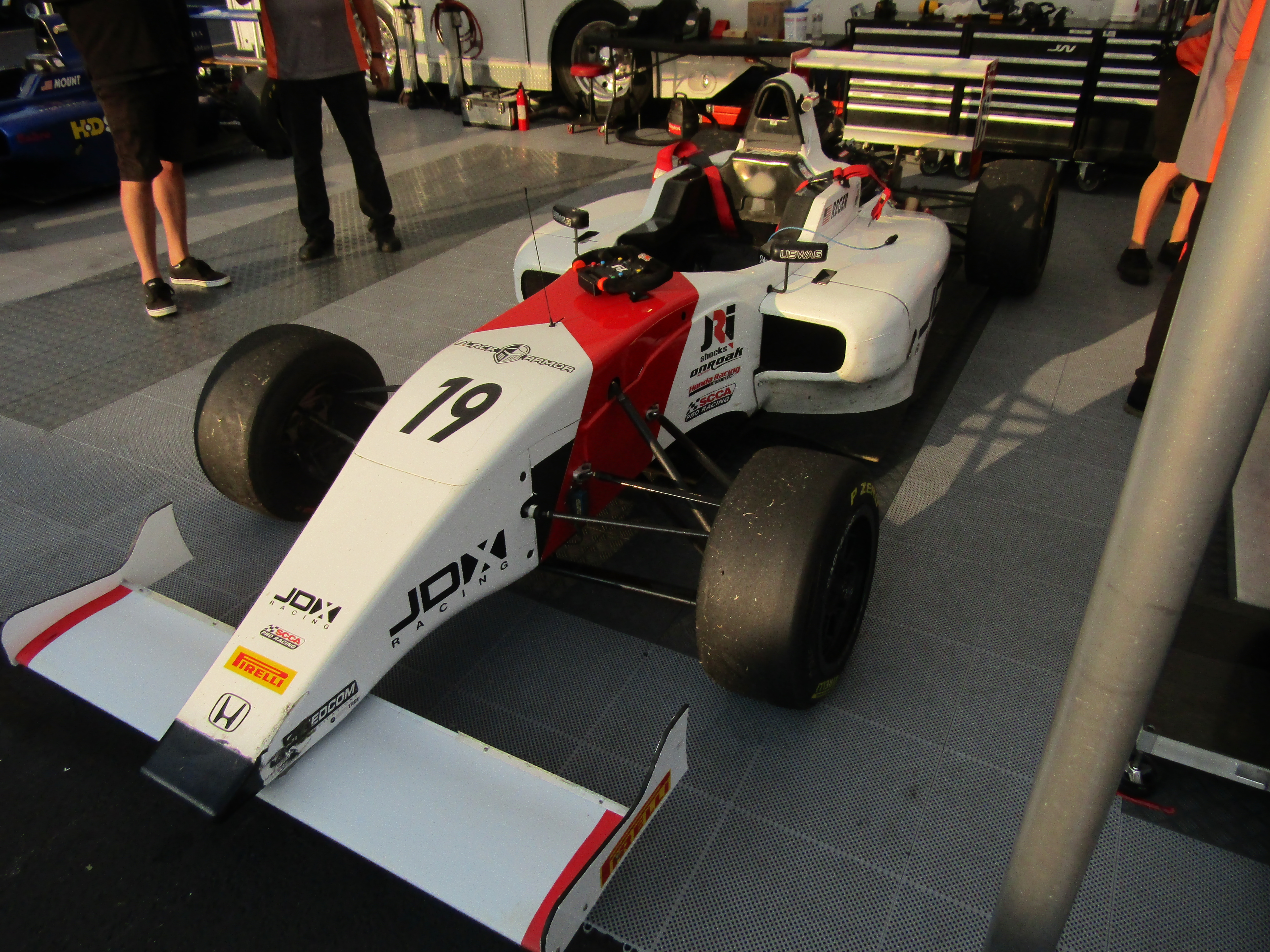
Ligier JS F4 (2016–2023)

### 2세대 섀시

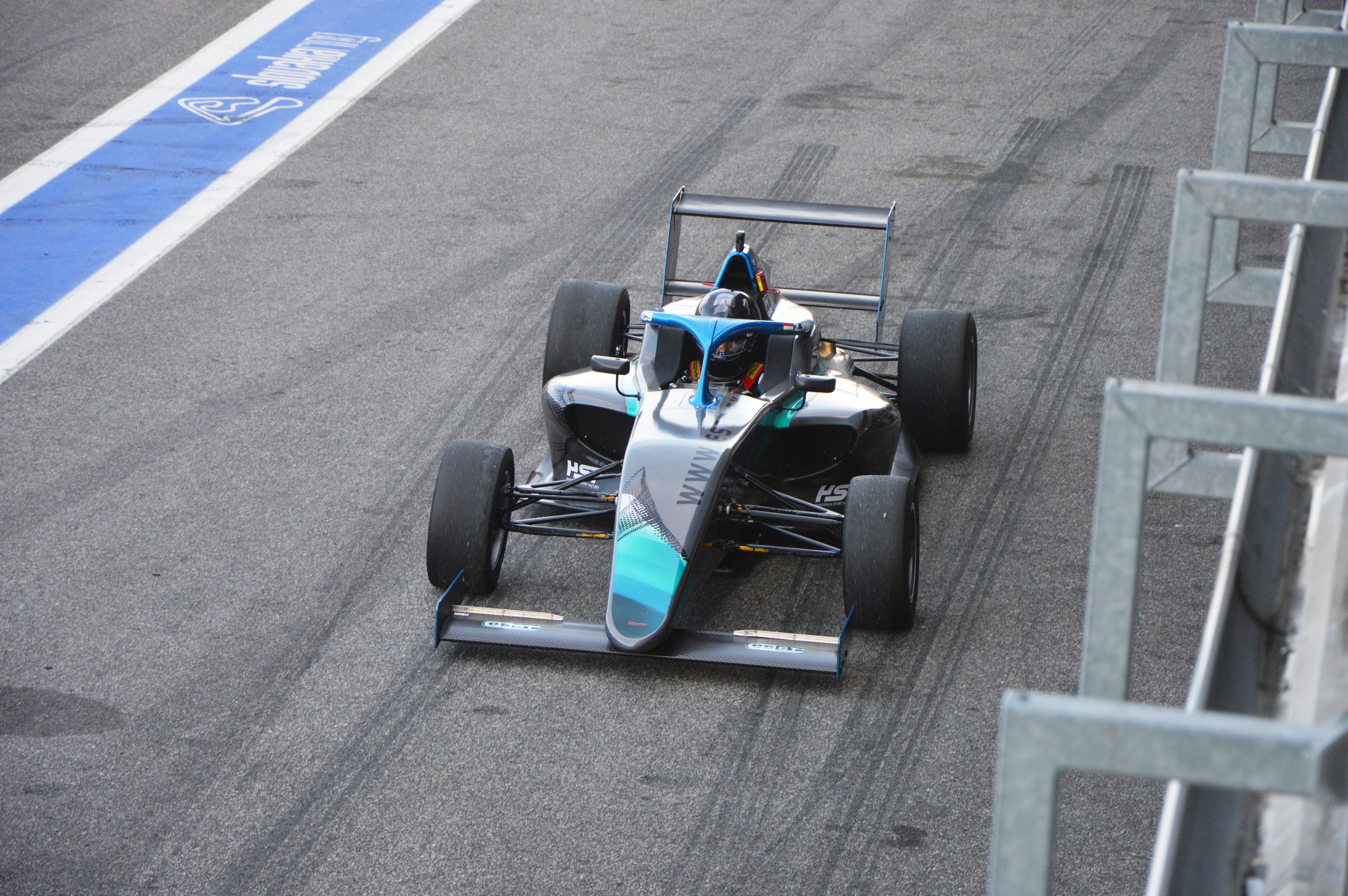
Tatuus F4-T421 (2021–현재)
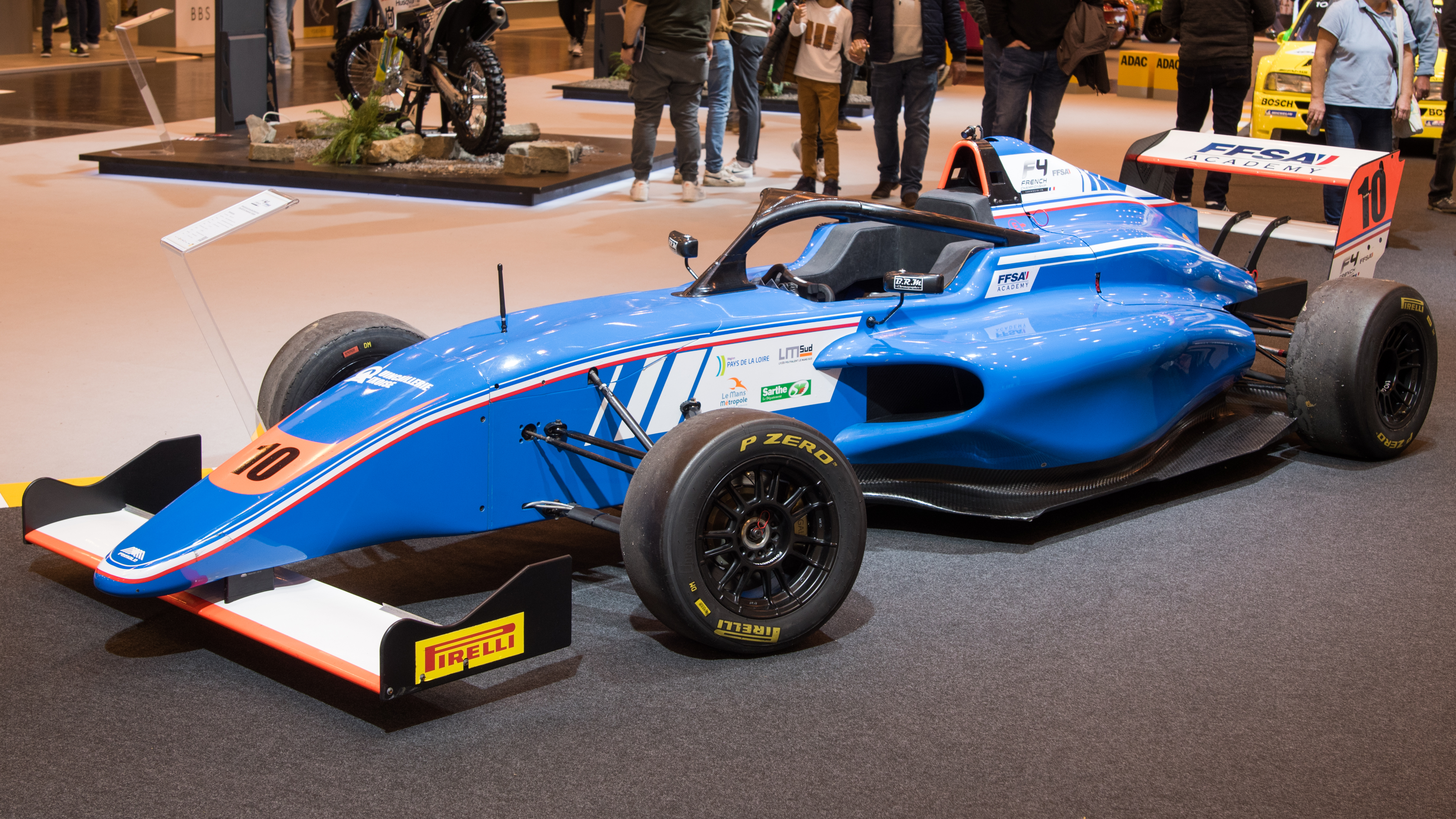
Mygale M21-F4 (2022–현재)

## 동형 엔진

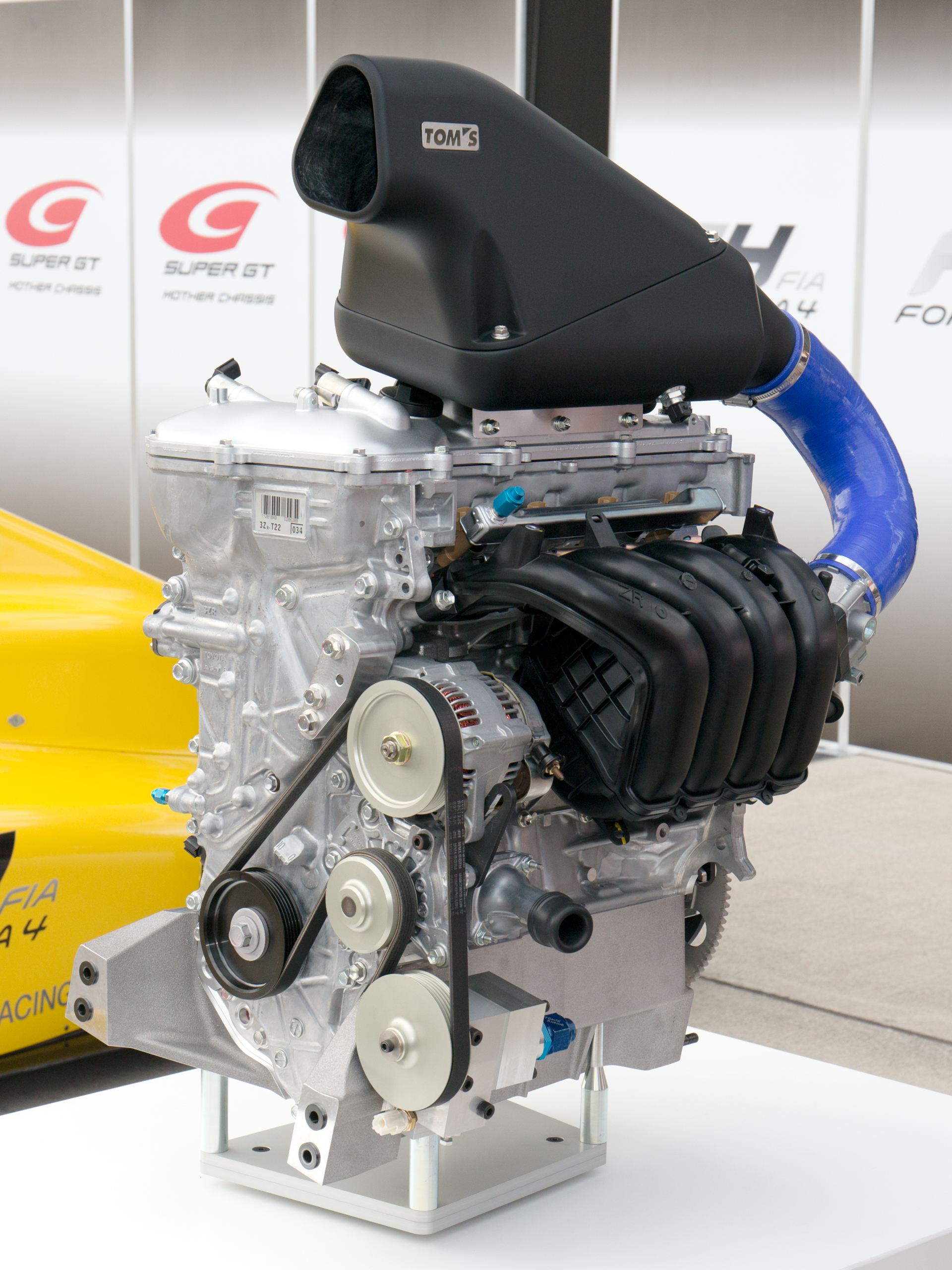
일본 챔피언십을 위한 도요타 3ZR 엔진

자격을 갖춘 FIA 포뮬러 4 엔진이 되려면 엔진이 호몰로케이션 요건을 충족해야 한다. 호몰로케이션 요건에 따르면 FIA 포뮬러 4 엔진은 최소 10,000km 이상 지속되어야 하며 최대 구매 가격은 14,000유로이다. FIA 포뮬러 4 기술 규정에 따르면 실린더 엔진은 4개만 허용된다. 일반적으로 흡기 엔진과 터보차저 엔진 모두 허용되며, 절대 최대 출력은 140kW이다. 엔진 배기량은 무제한이다. 현재 FIA 포뮬러 4에는 7개의 엔진이 호몰로케이션되어 사용되고 있다.
| 제조업체       | 아바스                     | 포드                       | 지리                       | 혼다                       | 르노                       | 탐스-도요타                      | 리제르                             |
| 엔진 이름      | 1.4L FTJ                   | 1.6L EcoBoost              | G-Power JLD-4G20           | Honda K20C2                | 2.0L F4R                   | 3ZR                              | Ligier Storm V4                    |
| -------------- | -------------------------- | -------------------------- | -------------------------- | -------------------------- | -------------------------- | -------------------------------- | ---------------------------------- |
| 엔진 종류      | inline 4                   | inline 4                   | inline 4                   | inline 4                   | inline 4                   | inline 4                         | V4                                 |
| 배기량         | 1,400cc                    | 1,600cc                    | 2,000cc                    | 2,000cc                    | 2,000cc                    | 2,000cc                          | 1650cc                             |
| 밸브 장치      |                            | DOHC                       | CVVT DOHC                  | i-VTEC DOHC                | VVT DOHC                   | VVT DOHC                         |                                    |
| 엔진 제어 장치 | Magneti Marelli            | Life Racing F88GDI4        |                            | GEMS Honda GDi80 D         | Life Racing F88RS          |                                  |                                    |
| 윤활           | Dry sump                   | Dry sump                   |                            |                            |                            |                                  | Dry sump                           |
| 냉각           | Water and air cooler       | Water and air cooler       |                            |                            | Water and air cooler       |                                  |                                    |
| 변속기기       | Sequential Sadev six speed | Sequential Sadev six speed | Sequential Sadev six speed | Sequential Sadev six speed | Sequential Sadev six speed | Sequential Toda Racing six speed | Sequential Sadev six speed (SLR75) |
| 연료           | Panta Racing Fuel          |                            |                            | Sunoco                     |                            |                                  |                                    |

## 성능
포뮬러 4는 FIA 글로벌 경로에서 카트를 타는 첫 번째 단계이며, 설계상 모든 차량 중 가장 성능이 떨어진다.
도로 주행이 가능한 슈퍼카에 비해 포뮬러 4 차량은 가속력이 낮고 최고 속도가 약 240km/h로 훨씬 낮다. 대부분의 현대 슈퍼카는 시속 300km를 초과할 수 있다. F4 차량은 특히 포뮬러 4 차량의 공기역학적 다운포스가 가장 큰 영향을 미치는 고속 코너에서 훨씬 뛰어난 제동 및 코너링 기능을 갖추고 있다.
F1 아카데미의 공식 정보에 따르면, Tatuus 경주용 차량(일부 F4 시리즈에 사용된 차량과 거의 동일)의 최고 측면 코너링 가속도는 약 2.0g으로, 1g 미만으로 최고치를 기록하는 일반적인 (비스포츠) 도로용 차량(2)보다 훨씬 높지만, 포뮬러 3 차량(약 2.5g으로 최고치를 기록하는 차량)보다 훨씬 낮다.
F4와 F1의 성능 수준 차이를 파악하기 위해 실버스톤 GP 서킷에서 열린 2023년 F4 라운드의 가장 빠른 예선 랩은 2분 01초 651, 2024년 영국 그랑프리의 폴 랩은 1분 25초 819였다.
그러나 F4 차량은 여전히 대부분의 프로덕션 파생 레이싱 카테고리보다 훨씬 빠른 랩을 기록하고 있다. F4 폴 타임은 포르쉐 카레라 컵 랩 기록보다 약 2초, TCR 투어링카 랩 기록보다 약 10초 빠르다.

## FIA 승인 선수권 대회

### FIA 모터스포츠 게임
포뮬러 4 레이스는 카트, 드리프트, 랠리, e스포츠 등 다양한 모터스포츠 종목과 서킷 레이싱을 선보이는 격년제 이벤트인 FIA 모터스포츠 게임의 일부이다.

### FIA 승인 전국/지역 선수권 대회
이 챔피언십은 포뮬러 4 규정에 따라 개최되며 FIA에 의해 국가 포뮬러 4 시리즈로 승인된다. 이 시리즈에 참가하는 드라이버는 포뮬러 원에서 운전하는 데 필요한 FIA 슈퍼 라이선스 포인트를 받을 수 있다. 시리즈가 슈퍼 라이선스 포인트 자격을 얻으려면 FIA 부록 L.에 따르면 최소 세 개의 서킷에서 최소 다섯 개의 이벤트에 걸쳐 시즌이 진행되어야 한다. 일부 시리즈는 국가 시리즈라는 제목을 가지고 있지만 여러 국가의 트랙에서 경쟁한다.
| 년도      | 이름                         | 나라/지역                                           | 섀시                                                     | 엔진                                                                              | 노트 |
| --------- | ---------------------------- | --------------------------------------------------- | -------------------------------------------------------- | --------------------------------------------------------------------------------- | --- |
| 2014–현재 | 이탈리아 F4 챔피언십         | 이탈리아                                            | Tatuus F4-T014 (2014–2021) Tatuus F4-T421 (2022–present) | Abarth 414TF 1.4L (2014–현재)                                                     | 포뮬러 아바스를 대체한다 |
| 2015–현재 | F4 일본 챔피언십             | 일본                                                | Dome F110 (2014–2023) Toray Carbon Magic MCS4-24 (2024)  | TOM'S-Toyota 2.0L (2015–현재)                                                     | GT-협회가 슈퍼 GT를 개최하기 위해 주최한다. 일본 ASN JAF가 주최하는 또 다른 JAF Japan Formula 4가 있다. |
| 2015–현재 | F4 브리티시 챔피언십         | 영국                                                | Mygale M14-F4 (2015–2021) Tatuus F4-T421 (2022–present)  | Ford 1.6L EcoBoost (2015–2021) Abarth 414TF 1.4L (2022–현재)                      | 영국 포뮬러 포드 챔피언십을 대체한다 |
| 2015–현재 | F4 중국 챔피언십             | 중국                                                | Mygale M14-F4 (2015–2023) Mygale M21-F4 (2024)           | Geely G-Power JLD-4G20 (2.0L) (2015–현재)                                         | 중국 포뮬러 그랑프리 개최를 위해 Narcar International Racing Development Co., Ltd.가 주최한다. |
| 2015–현재 | NACAM 포뮬러 4 챔피언십      | 멕시코                                              | Mygale M14-F4 (2015–2023) Tatuus F4-T421 (2024)          | Ford 1.6L EcoBoost (2015–2023) Abarth 414TF 1.4L (2024)                           | 멕시코 ASN의 승인을 받은 OMDAI는 현지 모터스포츠 프로모터인 코파 노티오토와 멕시코 경쟁 모터스포츠 연맹(FEMADAC)이 주최한다. |
| 2015–현재 | 포뮬러 4 호주 챔피언십       | 호주                                                | Mygale M14-F4 (2015–2019) Tatuus F4-T421 (2024-)         | Ford 1.6L EcoBoost (2015–2019) Abarth 414TF 1.4L (2024)                           | 첫 번째 챔피언십인 캠스 제이코 호주 포뮬러 4 챔피언십은 2015년부터 2019년까지 개최되었다. 중국에 본사를 둔 Top Speed는 2024년부터 부활한 포뮬러 4 호주 챔피언십을 홍보한다. 2025년부터 F4 챔피언십은 마이게일 M14-F4 차량에 대한 추가 클래스를 제공할 예정이다. |
| 2016–현재 | F4 스페인 챔피언십           | 스페인                                              | Tatuus F4-T014 (2016–2021) Tatuus F4-T421 (2022–present) | Abarth 414TF 1.4L (2016–현재)                                                     | 스페인 ASN의 신작 시리즈 - RFEDA와 코이란넨 GP. |
| 2016–현재 | 포뮬러 4 미국 챔피언십       | 미국                                                | Ligier JS F4 (2016–2023) Ligier JS F422 (2024)           | Honda K20C2 (2.0L) (2016–2023) Ligier Storm (2024)                                | SCCA 프로 레이싱(스포츠카 클럽 오브 아메리카)과 미국 ASN - AQUEST가 주최합니다 |
| 2016–현재 | 포뮬러 4 동남아시아 챔피언십 | 말레이시아 동남아시아아                             | Mygale M14-F4 (2016–2019) Tatuus F4-T421 (2023)          | Renault F4R (2.0L) (2016–2019) Abarth 414TF 1.4L (2023)                           | 첫 시즌은 2016년과 2017년에 걸쳐 열렸다. 코로나19 팬데믹으로 인해 2020년에 챔피언십이 일시적으로 중단되었지만, 2023년에 새로운 프로모터인 Top Speed Shanghai Ltd에 의해 챔피언십이 부활했다.                                                                    |
| 2016–현재 | 포뮬러 4 UAE 챔피언십        | UAE                                                 | Tatuus F4-T014 (2016–2021) Tatuus F4-T421 (2022–present) | Abarth 414TF 1.4L (2016–현재)                                                     | 아랍에미리트 자동차 및 투어링 클럽과 AUH 모터스포츠 두바이가 주최한다. |
| 2017–2023 | F4 덴마크 챔피언십           | 덴마크                                              | Mygale M14-F4 (2017–2023)                                | Renault F4R (2.0L) (2017–2023)                                                    | 단스크 자동차 스포츠 연합이 주최한다. |
| 2018–현재 | F4 프랑스 챔피언십           | 프랑스                                              | Mygale M14-F4 (2018–2021) Mygale M21-F4 (2022–present)   | Renault F4R (2.0L) (2018–2019) Renault HR13 (1.3L) (2020–2021) Alpine (2022–현재) | 포뮬러 르노 1.6 시리즈였던 이전 프랑스 F4 챔피언십을 대체한다. 프랑스 스포츠 자동차 연맹이 주최한다. |
| 2022–현재 | F4 브라질 챔피언십           | 브라질                                              | Tatuus F4-T421 (2022–present)                            | Abarth 414TF 1.4L (2022–현재)                                                     | 브라질 자동차 경주 연맹과 스톡카 프로 시리즈 홍보 담당자인 비칼이 주최한다. |
| 2023–현재 | F4 인디언 챔피언십           | 인도                                                | Mygale M21-F4 (2023–present)                             | Alpine 1.3L Turbocharged Engine (2023–현재)                                       | 포뮬러 리저널 인디언 챔피언십과 인디언 레이싱 리그를 지원한다. |
| 2023–현재 | 포뮬러 4 CEZ 챔피언십        | 오스트리아 크로아티아 체코 헝가리 폴란드 슬로바키아 | Tatuus F4-T421 (2023–present)                            | Abarth 414TF 1.4L (2023–현재)                                                     | 체코 자동차 클럽과 ESET V4 컵 시리즈 프로모터인 케이닉 모터스포츠가 주최한다. |
| 2023–현재 | 유로 4 챔피언십              | 유럽                                                | Tatuus F4-T421 (2023–present)                            | Autotecnica 414TF 1.4L (2023–현재)                                                | ACI 스포츠와 WSK 프로모션이 주최한다. 2025 시즌을 앞두고 E4 챔피언십으로 이름이 변경되었다. |
| 2024      | F4 사우디아라비아 챔피언십   | 사우디 아라비아                                     | Tatuus F4-T421 (2024)                                    | Autotecnica 414TF 1.4L (2024)                                                     | Meritus.GP에 의해 중앙에서 운영됨 |
| 2024      | 포뮬러 트로피 UAE            | UAE                                                 |                                                          |                                                                                   | 에미레이트 모터스포츠 기구(EMSO)와 탑 스피드가 주최한다. 포뮬러 4 UAE 챔피언십 트로피 라운드의 스핀오프. |
| 2025      | 포뮬러 4 태국                | 태국                                                | Tatuus F4-T421 (2025)                                    | Abarth 414TF 1.4L (2025)                                                          | 파켈로 루브리컨츠 태국 주최 |
| 2025      | F4 중동 챔피언십             | UAE 쿠웨이트 사우디 아라비아                        | TBD                                                      | TBD                                                                               | 포뮬러 4 UAE 챔피언십의 확장 버전 |

## 기타 포뮬러 4 챔피언십

### F1 아카데미
F1 아카데미는 2023년부터 포뮬러 원에서 운영하는 여성 레이싱 시리즈이다. 드라이버는 오토테크니카 1.4리터 터보차저 4기통 엔진이 장착된 약간 수정된 Tatuus F4-T421 섀시를 사용한다.

### 포뮬러 윈터 시리즈
포뮬러 윈터 시리즈는 스페인에 본사를 둔 FIA 포뮬러 4 규정에 따라 규제되는 레이싱 시리즈이다. 이 시리즈는 RFEDA의 승인을 받아 게들리히 레이싱이 주최한다.

### 포뮬러 아카데미 핀란드
포뮬러 아카데미 핀란드는 핀란드에 기반을 둔 레이싱 시리즈이다. 첫 시즌은 2018년이었다. 포뮬러 아카데미 핀란드는 ADAC 포뮬러 4, 이탈리아 포뮬러 4 챔피언십 및 기타 여러 시리즈와 동일한 Tatuus-Abarth FIA 포뮬러 4 차량을 사용한다. 그러나 이 시리즈는 FIA의 승인을 받지 않았다. 2019 시즌에는 핀란드 챔피언십 자격을 신청할 계획이 있다. 이 시리즈는 코이란 GP에 의해 조직되었다. 보다 최근인 2020년 기준으로 이 시리즈는 핀란드 챔피언십 시리즈의 카테고리인 포뮬러 오픈 핀란드의 일부로 구형 F3 섀시와 함께 운영되고 있다.

### 리제르 JS F4 시리즈
Ligier JS F4 시리즈는 2024년부터 시작되는 포뮬러 4 미국 챔피언십의 개발 시리즈로, 2023 시즌 이후 사용되지 않게 된 1세대 Ligier JS F4 섀시를 활용한다. 시리즈 챔피언은 다음 시즌 포뮬러 4 미국 챔피언십에서 우승하게 된다.

### 포뮬러 아카데미 수다메리카나
포룰라 아카데미 수다메리카나(포르투갈어: Fórmula Academy Sul-America)는 이전에 포룰라 4 수다메리카나로 알려졌던 포뮬러 4 레이싱 클래스로, 2014년에 처음 출시되었다. 이 클래스는 브라질에 기반을 둔 포뮬러 퓨처 피아트에서 이전에 사용되었던 것과 동일한 시그나테크 섀시와 피아트 엔진을 사용한다.

### JAF 일본 공식 4
일본 포뮬러 4는 일본의 포뮬러 레이싱 시리즈이다. 이 시리즈는 1993년 일본 자동차 연맹에 의해 FJ1600 시리즈와 전일본 포뮬러 3 챔피언십의 클래스로 설립되었다. 일본 포뮬러 4는 경쟁사가 섀시와 엔진 제조업체를 선택할 수 있는 개방형 포뮬러이다.

### 캐나다 CASC 포뮬러 4/F4
이는 750cc 오토바이 엔진을 발전소로 사용하는 대신 비FIA 공식을 기반으로 한다. 섀시는 일반적으로 Xpit 및 Gamma와 같은 현지에서 생산되며 자동차는 메탄올로 연료를 공급받는다. 1974년 이후로 CASC 온타리오 지역에서만 클럽 수준으로 인기를 끌고 있다.

### FIA 중부 유럽 존 챔피언십 / 드렉슬러 포멜 4컵
비록 FIA 존 챔피언십이지만, FIA CEZ 챔피언십의 단일 좌석 경주는 포뮬러 4 차량을 위한 디비전이 있지만, FIA 사다리의 일부는 아니다. 이 경주는 오스트리아, 체코, 헝가리 전국 챔피언십뿐만 아니라 이탈리아 탑젯 F2000 트로피와 오스트리아 드렉슬러 AFR 포칼레와 공동으로 조직되며, 후자는 포뮬러 BMW, 체코 F1400, ADAC 포멜 마스터스와 같은 F4 디비전에서 FIA 차량과 유사한 성능의 차량을 허용한다.

### USF 주니어스
USF 주니어스는 카트에서 전환하는 14세 및 15세 운전자를 위한 F4 시리즈이다. USF 프로 챔피언십 USF2000 및 Pro 2000의 주최자인 앤더슨 프로모터스가 주최하며, 미국 오토 클럽의 승인을 받았다.
이 시리즈는 2022년에 미국 포뮬러 4에서 현재 사용 중인 Ligier JS F4와 그들의 시리즈 사양 엔진 빌더가 제공하는 동형 혼다 엔진(엔진 자체가 혼다에서 유래한 US F4 챔피언십과는 다릅니다)으로 시작되었다. 이후 2023년부터 마쓰다 MZR 엔진을 장착한 Tatuus F4 섀시의 변형인 Tatuus USF-22로 전환되었다. 이 시리즈는 스포츠카 클럽 오브 아메리카 시리즈의 한국 타이어를 사용하지 않는다. 원래 2022년과 2023년에 굿이어 타이어와 러버 컴퍼니의 쿠퍼 타이어를 기반으로 한 USAC 시리즈는 2024년부터 Continental AG에서 타이어를 공급받게 된다. 이 시리즈는 FIA 사다리의 일부가 아니라 USF 프로 챔피언십 사다리의 일부이다. 여기에는 미디어 교육과 다음 시즌 USF2000 챔피언십에서 우승자가 전액 자금 지원을 받는 드라이브가 포함되며, 하위 시리즈의 모든 우승자는 이를 받게 된다. USF Pro 2000 챔피언십 우승자는 전액 자금 지원을 받는 Indy NXT 드라이브를 받게 된다.

### GB4 챔피언십
MSV가 브리티시 레이싱 드라이버 클럽과 협력하여 주최한다. GB4 챔피언십은 브리티시 GT 챔피언십 이벤트 기간 동안 GB3 챔피언십과 함께 경주하며, FIA에서 인증한 F4 브리티시 챔피언십보다 낮은 재정적 기여를 요구한다. Tatuus F4 T-014 섀시, Abarth 414TF 1.4L 엔진 및 Pirelli 타이어를 사용한다. 2022년 이전 가장 대륙적인 유럽 포뮬러 4 챔피언십과 동일한 패키지를 사용했음에도 불구하고 FIA는 국가별 F4 시리즈를 단 하나만 인정할 수 있으므로 슈퍼 라이선스 포인트 자격이 없다.

### 포뮬러 4 칠레
Campeonato Nacional de Carreras Federado가 주최한 이 시리즈는 포뮬러 4 자동차의 전신 중 하나인 포뮬러 아바스의 Tatuus FA010 섀시를 사용한다.

## 이전 포뮬러 4 챔피언십

### ADAC 포뮬러 4 챔피언십
ADAC 포뮬러 4 챔피언십은 2015년부터 2022년까지 개최되었다. 2022년 12월 3일, ADAC는 독일 주니어 드라이버들을 프랑스 F4 챔피언십에 배치하는 데 중점을 두고 2023 시즌에 ADAC 포뮬러 4가 조직되지 않을 것이라고 발표했다. 결정의 주요 이유는 다른 포뮬러 4 챔피언십에 비해 높은 비용으로 인해 참가 드라이버 수가 적었기 때문이다.

### F4 아르헨티나 챔피언십
F4 아르헨티나 챔피언십은 2021년에 열렸다.

### SMP F4 챔피언십
SMP F4 챔피언십은 FIA 인증을 잃기 전인 2016년부터 2019년까지 개최되었다.

### BRDC 포뮬러 4 챔피언십
BRDC 포뮬러 4 챔피언십은 2013년에 시작된 영국의 보급형 모터스포츠 시리즈였다. 영국 레이싱 드라이버 클럽과 모터스포츠 비전이 운영하는 이 시리즈는 랄프 퍼먼 레이싱이 제작한 동일한 자동차와 포드의 엔진을 사용하다가 2015년에 Tatuus F4-T014 섀시를 사용하여 FIA 포뮬러 4 규정으로 전환했다. FIA의 규정에 따르긴 했지만, FIA는 공식 포뮬러 4 챔피언십으로 인정하지 않았다. 2016년에는 시리즈가 업그레이드되어 BRDC 브리티시 포뮬러 3 챔피언십으로 이름이 변경되었다.